# San Bartolomeo (Trento)
San Bartolomeo è un quartiere che si trova nella zona sud della città di Trento. Assieme ai quartieri Bolghera,  Madonna Bianca, Clarina, con cui confina, e con i quartieri Casteller, Man e Villazzano Tre forma la circoscrizione amministrativa numero 10 di Oltrefersina del Comune di Trento.

## Storia

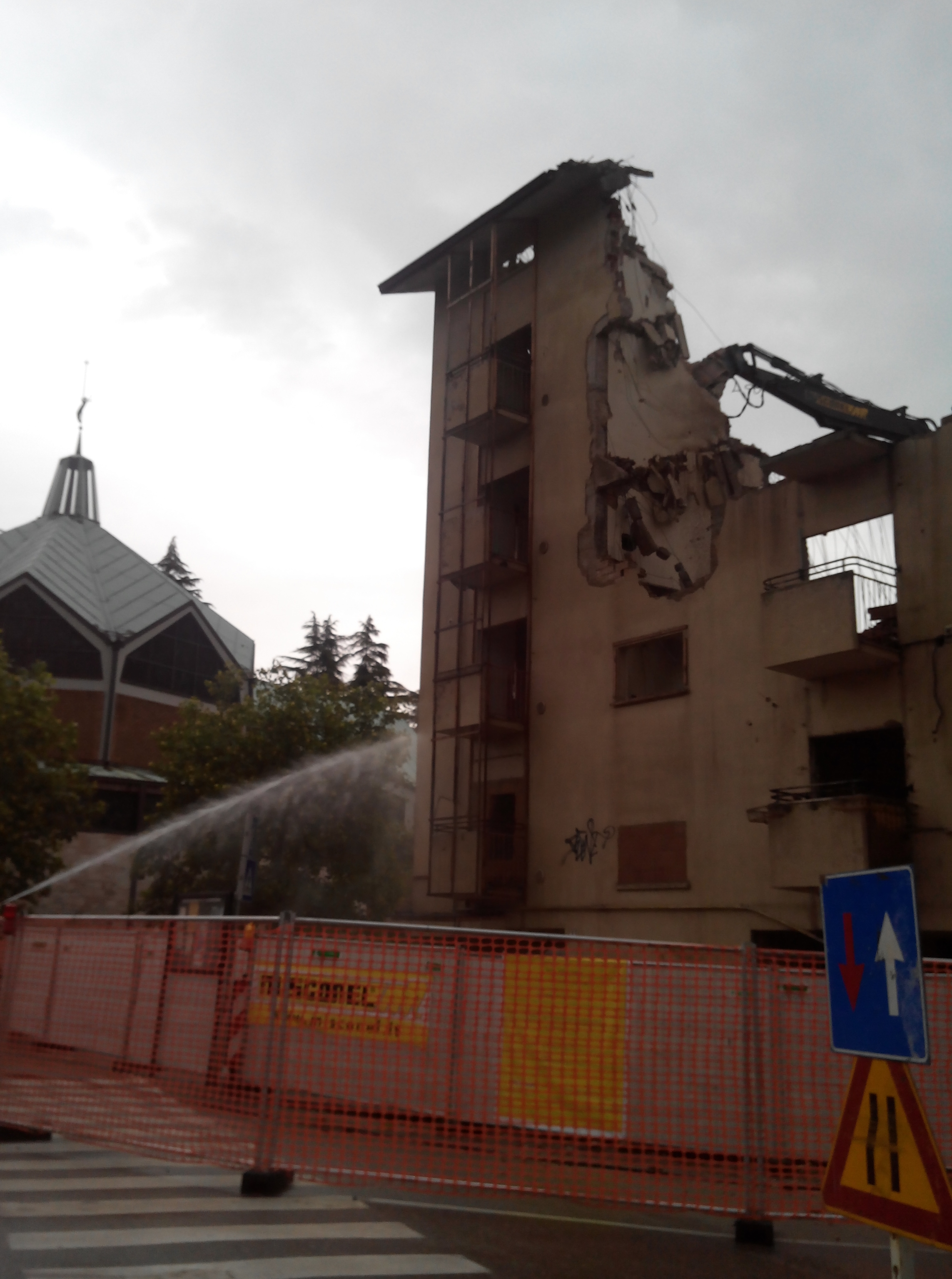
Abbattimento di una "palafitta" nel 2014

Il quartiere di San Bartolomeo è sorto alla periferia sud di Trento negli anni 50 del XX secolo come esigenza della città di fornire alloggi a famiglie numerose di operai ed artigiani. 
Curiosa la toponomastica comunale con la dicitura "San Bartolameo", con la "a" rispetto al vero nome "San Bartolomeo", con la "o".

## Le palafitte
Il quartiere fu inizialmente caratterizzato dalla presenza di diverse palazzine, 13 in tutto, note come "palafitte" per le colonne portanti a vista, case popolari costruite nell'immediato dopoguerra con gli aiuti del piano Marshall per far fronte alle numerose richieste di abitazioni. Assieme alle cosiddette "americane", quattro casette edificate nel 1954, furono affittate a canone agevolato a giovani famiglie numerose. Le palafitte ospitavano a piano terra attività commerciali, quali macelleria, parrucchiere, pane e latte, tabaccaio, fruttivendolo, mercerie, bar. Dopo anni di degrado le palafitte furono via via liberate ed abbattute, a più riprese, nel 2006 e nel 2014.

## Composizione
Il quartiere oltre ad abitazioni civili ospita la scuola secondaria di primo grado "Othmar Winkler", una scuola per l'infanzia, un asilo nido, l'istituto di formazione professionale “Sandro Pertini”, il Centro Teatro "Olmi 24", la questura di Trento, lo studentato universitario di San Bartolameo, noto come "Sanbapolis", con palazzetto dello sport, la chiesa del Sacro Cuore, la chiesetta cimiteriale di San Bartolomeo, la RSA San Bartolomeo, una stazione ferroviaria della linea (Trento – Venezia), e un piccolo parco cittadino titolato a Enrico Pruner.